# Meteorium riograndense
Meteorium riograndense är en bladmossart som beskrevs av C. Müller 1901. Meteorium riograndense ingår i släktet Meteorium och familjen Meteoriaceae. Inga underarter finns listade i Catalogue of Life.